# Buk, Hạt Police
Buk [buk] (tiếng Đức: Böck) là một ngôi làng thuộc khu hành chính của Gmina Dobra, thuộc Hạt cảnh sát, West Pomeranian Voivodeship, ở phía tây bắc Ba Lan, trên biên giới với Đức. Nó nằm khoảng 3 kilômét (2 mi) phía tây bắc Dobra, 15 km (9 mi) về phía tây của Cảnh sát và 18 km (11 mi) phía tây bắc của thủ đô khu vực Szczecin.
Trước năm 1945, khu vực này là một phần của Đức. Đối với lịch sử của khu vực, xem Lịch sử của Pomerania.